# Chimarra skaidan
Chimarra skaidan är en nattsländeart som beskrevs av Malicky 1989. Chimarra skaidan ingår i släktet Chimarra och familjen stengömmenattsländor. Inga underarter finns listade i Catalogue of Life.